# Anthene albilunata
Anthene albilunata är en fjärilsart som beskrevs av Ungemach 1932. Anthene albilunata ingår i släktet Anthene och familjen juvelvingar. Inga underarter finns listade i Catalogue of Life.